# Satyrus alpherakyi
Satyrus alpherakyi är en fjärilsart som beskrevs av Andrej Nikolajewitsch Avinoff. Satyrus alpherakyi ingår i släktet Satyrus och familjen praktfjärilar. Inga underarter finns listade.